# Grått oljeskinn
Grått oljeskinn (Sistotrema efibulatum) är en svampart som först beskrevs av J. Erikss., och fick sitt nu gällande namn av Hjortstam 1984. Enligt Catalogue of Life ingår Grått oljeskinn i släktet Sistotrema och familjen Hydnaceae, men enligt Dyntaxa är tillhörigheten istället släktet Sistotrema och familjen Sistotremataceae. Arten är reproducerande i Sverige. Inga underarter finns listade i Catalogue of Life.